# Boxe aux Jeux africains de 2007
Navigation
Édition précédente Édition suivante
Les compétitions de boxe anglaise de la 9e édition des Jeux africains se sont déroulées du 12 au 21 juillet 2007 à Alger, Algérie. 
Le vainqueur et le finaliste dans chaque catégories de poids obtenaient leur qualification pour les Jeux olympiques d'été de 2008 à Pékin.

## Résultats

### Podiums
| Catégories                  | Or                   | Argent               | Bronze                                |
| Poids mi-mouches (-48 kg)   | Suleiman Bilali      | Manyo Plange         | Thomas Essomba Junior Mikamou         |
| Poids mouches (-51 kg)      | Abderahim Mechenouai | Jackson Chauke       | Johannes Simon Kennedy Kanyanta       |
| Poids coqs (-54 kg)         | Abdelhalim Ouradi    | Issa Samir           | Bruno Julie Khumiso Ikgopoleng        |
| Poids plumes (-57 kg)       | Abdelkader Chadi     | Shili Alaa           | Roberto Adjaho Ibrahima Keita         |
| Poids légers (-60 kg)       | Saifeddine Nejmaoui  | Yassin Al-Sheairy    | Owethu Mbira Muyideen Ganiyu          |
| Poids super-légers (-64 kg) | Hastings Bwalya      | Herbert Nkabiti      | Abderrahmane Araby Rachid Tariket     |
| Poids welters (-69 kg)      | Rached Merdassi      | Bastir Samir         | Foster Nkodo Houssam Abdin            |
| Poids moyens (-75 kg)       | Nabil Kassel         | Ahmed Saraku         | Jean-Babtiste Bekondji Daniel Shishia |
| Poids mi-lourds (-81 kg)    | Ramadan Yasser       | Abdelhafid Benchabla | Adura Olalehin Joshua Ndere           |
| Poids lourds (-91 kg)       | Mourad Sahraoui      | Lateef Kayode        | Abdelaziz Touilbini Ousmane Diatta    |
| Poids super-lourds (+91 kg) | Emad Abdelhalim Ali  | Newfel Ouatah        | Mohamed Homrani Remy Atsama           |

### Tableau des médailles
| Place | Pays              | Médaille d'or, Afrique | Médaille d'argent, Afrique | Médaille de bronze, Afrique | Total |
| ----- | ----------------- | ---------------------- | -------------------------- | --------------------------- | ----- |
| 1     | Algérie           | 4                      | 2                          | 2                           | 8     |
| 2     | Tunisie           | 3                      | 1                          | 1                           | 5     |
| 3     | Égypte            | 2                      | 1                          | 2                           | 5     |
| 4     | Kenya             | 1                      | 0                          | 2                           | 3     |
| 5     | Zambie            | 1                      | 0                          | 1                           | 2     |
| 6     | Ghana             | 0                      | 4                          | 0                           | 4     |
| 7     | Nigeria           | 0                      | 1                          | 2                           | 3     |
| 8     | Afrique du Sud    | 0                      | 1                          | 1                           | 2     |
| 8     | Tanzanie          | 0                      | 1                          | 1                           | 2     |
| 10    | Cameroun          | 0                      | 0                          | 4                           | 4     |
| 11    | Sénégal           | 0                      | 0                          | 1                           | 1     |
| 11    | Guinée            | 0                      | 0                          | 1                           | 1     |
| 11    | Gabon             | 0                      | 0                          | 1                           | 1     |
| 11    | Maurice           | 0                      | 0                          | 1                           | 1     |
| 11    | Namibie           | 0                      | 0                          | 1                           | 1     |
| 11    | Bénin             | 0                      | 0                          | 1                           | 1     |
| Total | 16 pays médaillés | 11                     | 11                         | 22                          | 44    |